# John Young
John Watts Young (23. rujna 1930. – 5. siječnja 2018.) bio je američki astronaut, mornarički časnik, borbeni pilot i aeronautički inženjer. Young je bio deveta osoba koja je ikad šetala po Mjesecu, a to postignuće ostvario je kao zapovjednik misije Apollo 16 1972. godine. Young je imao najdužu karijeru astronauta te je postao prva osoba koja je šest puta letjela u svemir tijekom 42 godine karijere u NASA-i. Bio je jedini astronaut koji je bio zapovjednik i pilot četiri različite NASA-ine svemirske misije: program Gemini, Apollo Command/Service Module, Apollo Lunar Module i Space Shuttle. Umirovio se 2004., a umro 5. siječnja 2018.

## Rani život, školovanje i karijera u mornarici
Rođen je 24. rujna 1930. godine u San Franciscu, u Kaliforniji. Otac mu je bio William Hugh Young, civilni inženjer, a majka Wanda Howland Young. Zbog velike depresije koja je uništavala američku ekonomiju sa samo 18 mjeseci odselio se s obitelju u Cartersville, Georgia te nakon toga u Orlandu, Florida. U Orlandu je pohađao srednju školu te je maturirao 1948. godine. Bio je izviđač te je dobio medalju druge klase.
1952. završio je studij aeronautičkog inženjerstva na Institutu za tehnologiju u saveznoj državi Georgiji. Dok je studirao postao je član američkog studentskog vojnog društva "Scabbard and Blade" i bratstva "Sigma Chi".
Nakon što je diplomirao 1952. godine prijavljuje se u američku mornaricu kroz program za oformljivanje mornaričkih rezervista. Služio je kao časnik za kontrolu paljbe  (eng. "fire control officier") na vojnom razaraču USS Laws. Sudjelovao je u jednoj misiji do japanskog mora tijekom korejskog rata. U jeku misije tijekom rata dodijeljeno mu je mjesto pilota helikoptera, a nakon toga pilotirao je borbenim zrakoplovima Grumman F-9 Cougar i F-8 Crusader.
1959. godine počinje raditi u mornaričkom testnom centru gdje testira zrakoplove Vought XF8U-3 Crusader III i F-4 Phantom II. Od travnja do rujna 1962. radi kao časnik za održavanje zrakoplova za 143. eskadrilu.

## Karijera u NASA-i
NASA-i se pridružio 1962. godine te je letio u drugoj grupi astronauta poznatom kao "The New Nine". Grupa je letjela u projektu Gemini, a Young je u misiji Gemini 3 zamijenio Thomasa Stafforda. Prvi značaji let u projektu Gemini ostvario je skupa s Gussom Grissomom 1965. godine, a taj let obilježilo je krijumčarenjem sendviča od govedine u letjelicu. Određeni broj američkih predstavnika i političara nije bio zadovoljan Youngovim pothvatom te su isticali kako je ovaj pothvat američke porezne obveznike koštao nekoliko milijuna dolara više upravo zbog odgode uzleta letjelice. Nakon misije Gemini 3 trenirao je kao moguća zamjena u misiji Gemini 6A, a 1966. godine postao je zapovjednik misije Gemini 10.  
1966. godine Young je angažiran na projektu Appolo kao zapovjednik upravljanja jednim od modula. Radio je s Eugeneom Cernanom te je njihova grupa bila zadužena kako moguća zamjena za drugu Apollo misiju. U svibnju 1969. godine letio je na Mjesec u sklopu misije Apollo 10, a pri povratku na Zemlju postavljen je tadašnji rekord za najbrže ručno upravljan objekt u povijesti - 39 897 kilometara na sat. Bio je zamjenski zapovjednik za misiju Apollo 13 tijekom koje je slijetanje na Mjesec odgođeno zbog eksplozije na jednom od modula.
Poslije je postao zapovjednik misije Apollo 16, a pripremajući se za misiju učio je geologiju zbog toga što mu je jedna od zadaća misije bila šetnja po Mjesecu. Slijetanje na Mjesec tijekom misije skoro je obustavljeno zbog kvarova na motoru servisnog modula letjelice, ali naposljetku kvar je otklonjen i misija je nastavljena. Na površini Mjeseca Young je izveo tri šetnje te je zabilježen kao deveta osoba koja je ikad hodala površinom Mjeseca.
U siječnju 1973. godine postao je voditelj "Odjela za Space Shuttle" unutar "Astronautskog ureda". U siječnju 1974. godine postao je voditelj cijelog ureda nakon što je u mirovinu otišao astronaut Alan Shepard. U letjelici Columbia letio je dvije misije Space Shuttlea. Upravljao je orbitalnim letom 1983. godine, a trebao je biti jedan od astronauta koji će u svemir odnijeti teleskop Hubble (misija je dogođena zbog nesreće svemirske letjelice Challenger 28. siječnja 1986. Young je otvoreno kritizirao NASA-in odnos i menadžment nakon svemirske nesreće, a 1987. godine postao je specijalni asistent za inženjerstvo, operacije i sigurnost NASA-e.
Tijekom karijere u NASA-i imao je više od 15 000 sati treninga, najviše u simulatorima kako bi se pripremio za misije koje je za karijere obavio. 7. prosinca 2004. najavio je umirovljenje, a 31. prosinca iste godine službeno se umirovio (u to vrijeme imao je 74 godine).
2012. godine objavio je autobiografiju pod imenom "Forever Young".

### Osobni život
Oženio se za Barbaru White te je s njom imao dvoje djece, Sandru i Johna. Razveli su se 1972. godine nakon 16 godina braka. Poslije se oženio Susy Feldman i živjeli su u Teksasu (predgrađu Houstona).
Umro je 5. siječnja 2018. godine u svom domu u Texasu zbog komplikacija upale pluća (imao je 87 godina).